# Mike Mignola
Michael Joseph „Mike” Mignola (ur. 16 września 1960 w Berkeley) – amerykański autor komiksów (rysownik i scenarzysta), twórca Hellboya. Po powstaniu serii Hellboy, Mike Mignola stworzył B.B.P.O., serię komiksów kontynuujących wątki poboczne jakie pojawiły się w komiksach o bohaterze z piekieł. Mignola jest także współautorem książki Baltimore, or The Steadfast Tin Soldier and the Vampire, do której wykonał ilustracje.
W 2022 roku powstał film dokumentalny „Mike Mignola: Drawing Monsters”, dzięki wsparciu fanów na Kickstarterze.

## Komiksy wydane w Polsce
- Superman #7 (6/1991) – Wspomnienia z przeszłości Kryptona / Dwa przeznaczenia (rysunek), TM-Semic 1991
- Batman #19 (6/1992) – Gorączka / Gorączka mija! (okładka), TM-Semic 1992
- Batman #49 (12/1994) – Sanctum / Amerykański brzydal (scenariusz, okładka, rysunek), TM-Semic 1994
- Hellboy #1 – Nasienie zniszczenia (rysunek), Egmont Polska 2001, 2012
- Hellboy #2 – Obudzić diabła (scenariusz, rysunek), Egmont Polska 2002, 2012
- Hellboy #3 – Spętana trumna i inne opowieści, cz.1 (scenariusz, rysunek), Egmont Polska 2002
- Hellboy #4 – Spętana trumna i inne opowieści, cz.2 (scenariusz, rysunek), Egmont Polska 2002
- Hellboy #5 – Prawie Kolos (scenariusz, rysunek), Egmont Polska 2003
- Hellboy #6 – Prawa ręka zniszczenia (scenariusz, rysunek), Egmont Polska 2003
- Hellboy #7 – Zdobywca Czerw (scenariusz, rysunek), Egmont Polska 2003
- B.B.P.O. #1 – Nawiedzona ziemia (scenariusz, okładka), Egmont Polska 2003
- Batman: Zagłada Gotham (scenariusz, okładka), Egmont Polska 2004
- Batman: Gotham w świetle lamp gazowych (rysunek), Egmont Polska 2004
- B.B.P.O. #2 – Dusza Wenecji i inne opowieści (scenariusz, tusz), Egmont Polska 2004
- Kultowa Kolekcja Komiksów #2 – Hellboy (scenariusz, rysunek), Egmont Polska 2005
- Hellboy #8 – Trzecie życzenie i inne opowieści (scenariusz, okładka, rysunek), Egmont Polska 2005
- Hellraiser #1 (rysunek), Egmont Polska 2007
- Hellboy #9 – Wyspa i inne opowieści (scenariusz, rysunek), Egmont Polska 2007
- Dni pośród nocy(inne języki) (rysunek), Egmont Polska 2008
- Hellboy #10 – Zew Ciemności (scenariusz, okładka), Egmont Polska 2008
- B.B.P.O. #3 – 1946 (scenariusz, rysunek), Egmont Polska 2009
- Hellboy #11 – Lichwiarz i inne opowieści (scenariusz), Egmont Polska 2013
- Hellboy #12 – Piekielna narzeczona i inne opowieści (scenariusz, rysunek), Egmont Polska 2013
- Hellboy #13 – Burza i pasja (scenariusz), Egmont Polska 2014
- Wiedźmin: Dom ze szkła (okładka), Egmont Polska 2014
- Hellboy w piekle #1 – Zstąpienie (scenariusz, rysunek), Egmont Polska 2015
- Wielka Kolekcja Komiksów DC Comics #9 – Batman: Śmierć w rodzinie (okładka), Eaglemoss Polska 2016
- Wielka Kolekcja Komiksów DC Comics #14 – Batman: Zagłada Gotham (scenariusz), Eaglemoss Polska 2017
- Hellboy w piekle #2 – Karta śmierci (scenariusz, rysunki), Egmont Polska 2017
- Aliens: Ofiarowanie / Zbawienie (rysunek), Scream Comics 2017
- Hellboy Wydanie zbiorcze #1 – Nasienie zniszczenia / Obudzić diabła (scenariusz, rysunek), Egmont Polska 2017
- B.B.P.O.: 1946-1948 (scenariusz, okładka), Egmont Polska 2017
- Hellboy Wydanie zbiorcze #2 – Spętana trumna / Prawa ręka zniszczenia (scenariusz, rysunek), Egmont Polska 2018
- B.B.P.O.: Plaga Żab #1 (scenariusz, okładka), Egmont Polska 2018
- Pan Higgins wraca do miasta (scenariusz, okładka), Non Stop Comics 2018
- Hellboy Wydanie zbiorcze #3 – Zdobywca Czerw / Dziwne Miejsca (scenariusz, rysunek), Egmont Polska 2018
- B.B.P.O.: Plaga Żab #2 (scenariusz, okładka), Egmont Polska 2018
- Hellboy Wydanie zbiorcze #4 – Lichwiarz / Trollowa Wiedźma (scenariusz, rysunek), Egmont Polska 2018
- B.B.P.O.: Plaga Żab #3 (scenariusz, okładka), Egmont Polska 2018
- Hellboy Wydanie zbiorcze #5 – Zew Ciemności / Dziki Gon (scenariusz), Egmont Polska 2018
- B.B.P.O.: Plaga Żab #4 (scenariusz, okładka), Egmont Polska 2018
- Superbohaterowie Marvela #44 – Szop Rocket: Strażnik Kluczowego Kwadrantu! (rysunek), Hachette 2018
- Hellboy Wydanie zbiorcze #6 – Piekielna narzeczona i inne opowieści / Burza i Pasja (scenariusz), Egmont Polska 2019